# Шубино (Удмуртия)
Шубино — деревня в Алнашском районе Удмуртии, входит в Удмурт-Тоймобашское сельское поселение. Находится в 11 км к северо-западу от села Алнаши и в 82 км к юго-западу от Ижевска.

## История
На 1914 год жители починка Шубино (Шубинцы) Елабужского уезда Вятской губернии числились прихожанами Свято-Троицкой церкви села Алнаши.
В 1921 году, в связи с образованием Вотской автономной области, починок передан в состав Можгинского уезда. В 1924 году при укрупнении сельсоветов вошёл в состав Вотско-Тоймабашского сельсовета Алнашской волости. В 1929 году упраздняется уездно-волостное административное деление и починок причислен к Алнашскому району.
16 ноября 2004 года Удмурт-Тоймобашский сельсовет был преобразован в муниципальное образование «Удмурт-Тоймобашское» и наделён статусом сельского поселения.

## Население
| 2008 | 2010 | 2012 |
| ---- | ---- | ---- |
| 97   | ↘87  | ↘75  |

## Социальная инфраструктура
- Шубинская начальная школа — 5 учеников в 2008 году[8]